# Manuel Riquelme
Manuel Riquelme de la Barrera y Vargas (aunque en la partida de bautismo de su hija Ariana Talagante de febrero de 1826, figura como Manuel Riquelme y Machuca) (1772-1857) nació en Chillán, fue hermano de Isabel Riquelme, madre de Bernardo O'Higgins.

## Biografía
Radicó prácticamente toda su vida en Los Ángeles, al igual que algunos de sus hermanos, Estanislao, Francisco, Simón. Inició la carrera de las armas a muy corta edad, participó en la guerra por la Independencia donde ascendió a sargento mayor. 
Tuvo destacada participación en la guardia personal de Honor de su sobrino Bernardo O’Higgins, con el cual tuvo gran amistad, acompañándolo desde su llegada desde Europa a Chile en Los Ángeles, en la hacienda las canteras, en 1802. 
Asistió a las campañas de Los Ángeles y Nacimiento el año 1817. Ese año, con el grado de capitán, envía un informe sobre la realidad de la frontera y Los Ángeles al jefe de gobierno, el Director Supremo, dos años más tarde intervino en el sitio de Los Ángeles, por lo que recibió la Legión al Mérito, condecoración creada por O’Higgins. Al parecer, en pocas oportunidades después de la guerra emancipadora, se encontró con su sobrino. Fue capturado luego de la Abdicación de O’Higgins en 1823, pero puesto pronto en libertad, para participar con las tropas patriotas en la captura de Valdivia y siendo nombrado gobernador y jefe militar de la Guardia de Honor de aquella ciudad, ascendió al grado de teniente coronel. Continuó su carrera ascendente en la campaña de Chiloé encabezada por Ramón Freire que incorporó la isla a la República. 
Manuel Riquelme fue designado Gobernador militar y Comandante de Armas de la plaza de Los Ángeles manteniéndose en ese cargo hasta 1852, año en que fue nombrado Ministro de la sala marcial de la Corte de Apelaciones de Concepción. Ese año fue ascendido a coronel, después de lo cual recibió el grado de General de Brigada. Fue entrevistado por grandes historiadores acerca de la vida de Bernardo O’Higgins y el periodo de la Independencia de Chile, como Diego Barros Arana y Claudio Gay
Contrajo matrimonio con doña Carmen del Río y Mier, su hija Clorinda Riquelme del Río casó con José María de la Maza, su familia, al igual que la descendencia Riquelme de sus hermanos, aún radica en Los Ángeles, falleció esa ciudad el año 1858.
- Datos: Q5994199